# Котел (роман)
Котел —науково-фантастичний роман американського письменника Джека Макдевіта. Це шостий роман у серії «Академія».

## Сюжет
В даний час людство взагалі ігнорує космічні польоти, а дослідження космосу значно знижується. Хатчінс відійшла від польотів у космосі і зараз вона витрачає свої дні, збираючи кошти для фінансування дослідження космосу через приватних інвесторів. Космічна програма знаходиться на межі завершення, коли фізик на ім’я Джон Сільвестрі оголошує про те, що він внайшов дещо набагато швидше, ніж двигун зі швидкістю світла. Можливість досягнення цільових місць у простих частках часу, тобто подорожування є набагато швидшим, а дістатися Плутона можна лише за 8 секунд.
Завдяки цьому новому приводу ці пункти, такі як галактичне ядро, залишаються лише місяцями. Хатч і персонажі роману використовуватимуть цей двигун для подорожі до центру галактики, одночасно зупиняючись на декількох топографічних об'єктах, включаючи Sigma 2711, зіркову систему, що знаходиться за 14000 світлових років та є походженням єдиного сигналу, отриманого від людства чужорідною расою, чорна діра з таємничим штучним супутником і, мабуть, домашня планета загальносистемної  галактики. Але їх справжня місія лежить у самому серці галактики, припустимо, походження таємничих хмар Омеги. Таємничі хмари енергії, які проходять через простір, атакують і руйнують будь-яку структуру з прямим кутом за регулярні цикли — 8 тисяч років. Оскільки вони ближче і ближче до кінцевої мети, незабаром стає зрозумілим, що справжня мета хмар перевищує все те, що будь-який з них міг би собі уявити.

## Реакція
Kirkus Reviews" описує книгу так — "Не пік Макдевіта - повільний розвиток сюжету, і особливо не дивно - але робочим і наповнюючи авторськими торговими марками слабкі ключі".